# Antike
Antike es un juego de mesa diseñado por Mac Gerdts, publicado en 2005 por PD-Verlag. La duración del juego es de alrededor de dos horas y pueden participar entre dos y seis jugadores.
El objetivo del juego es llegar a desarrollar una civilización en menos tiempo que nuestros rivales. Esto viene representado por la obtención de una cantidad de personajes a través de ciertos logros: conquista, invención, número de ciudades, exploración o desarrollo de las ciudades. El primero que obtiene un determinado número de estas personalidades, gana la partida.
Antike es considerado con frecuencia una alternativa ligera al clásico juego de civilizaciones Civilización. En Antike Mac Gerdts introduce por primera vez el mecanismo del rondel. El término deriva del inglés «rondel», literalmente «de forma circular» y hace referencia a un mecanismo de juego con forma de rueda que ofrece diversas opciones a los jugadores. Las opciones de acción de cada jugador están limitadas por su capacidad para avanzar dentro del rondel. Esto impide que el jugador realice la misma acción repetidamente. Además, el jugador puede avanzar más de un espacio dentro del rondel pagando determinados costes. El mecanismo de rondel ha sido utilizado posteriormente por Gerdts en otros de sus juegos, como Imperial, Navegador o Hamburgum, así como por otros diseñadores de juegos como Michael Kiesling, Wolfgang Sentker, Ralf zur Linde o Stefan Feld.

## Premios y nominaciones
Antike ha obtenido, entre otros, los siguientes reconocimientos:
- 2005 Nominado al premio Meeples Choice Award.
- 2006 Tric Trac de Bronze.
- 2006 Nominado al International Gamers Awards en la categoría de mejor juego de estrategia general multijugador.
- 2006 Nominado al premio Golden Geek en la categoría de mejor juego para jugadores expertos.
- 2006 Tercer premio en el Deutscher Spiele Preis en la categoría de mejor juego familiar y de adultos.